# Степной (Славянский район)
Степно́й — посёлок в Славянском районе Краснодарского края.
Входит в состав Прибрежного сельского поселения.

## Социальная сфера
ООШ 7
Фельдшерско-акушерский пункт
Сельский клуб
Продуктовый магазин

## География

### Улицы
- пер. Луговой,
- пер. Майский,
- ул. Кленовая,
- ул. Отрадная,
- ул. Солнечная,
- ул. Фестивальная,
- ул. Центральная.

## Население
| 2002 | 2010 |
| ---- | ---- |
| 642  | ↗643 |